# Diphyllarium mekongense
Diphyllarium mekongense är en ärtväxtart som beskrevs av François Gagnepain. Diphyllarium mekongense ingår i släktet Diphyllarium och familjen ärtväxter. Inga underarter finns listade i Catalogue of Life.